# 莫莉·塞德爾

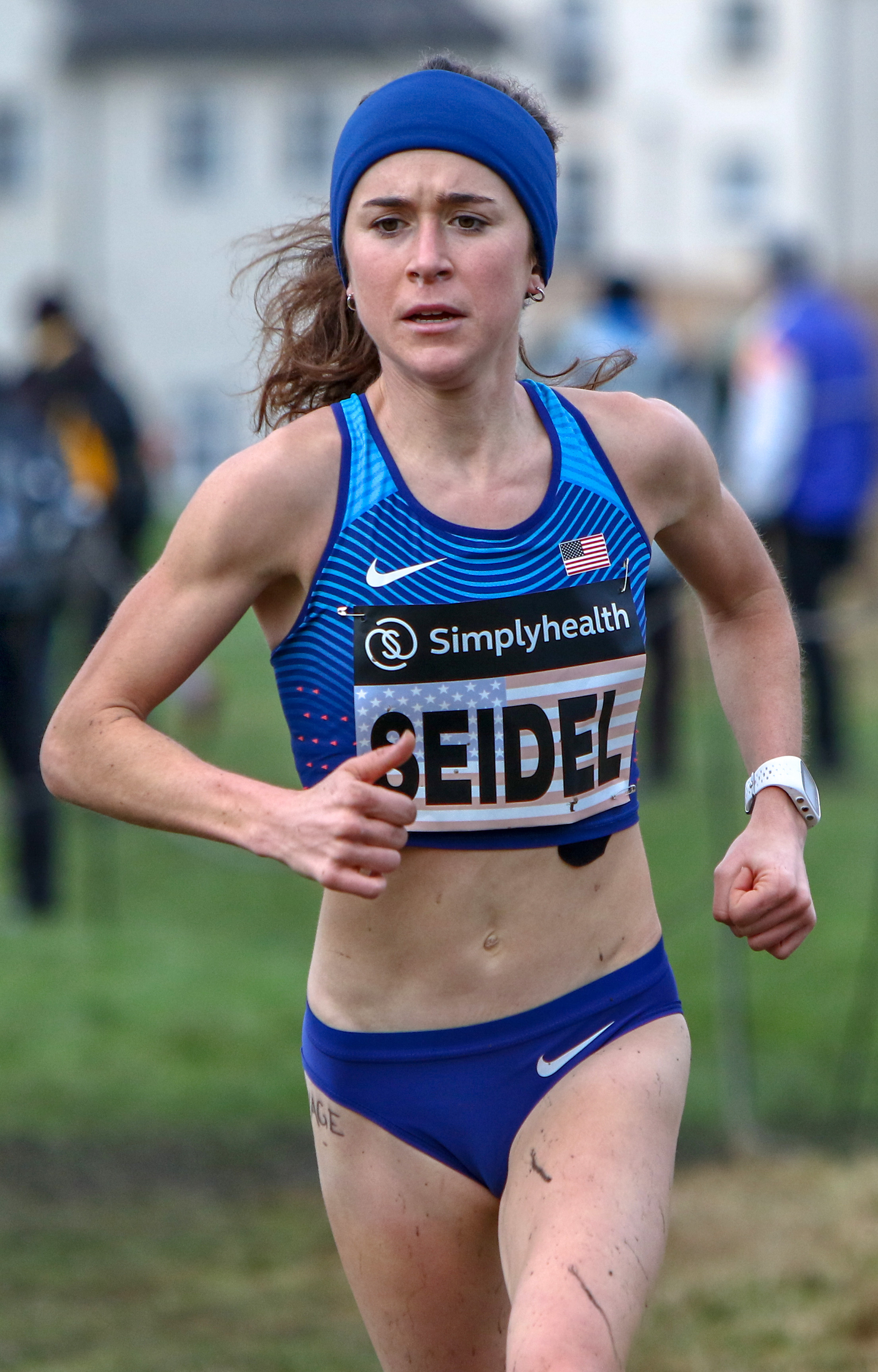

莫莉·塞德爾（英語：Molly Seidel，1994年7月12日—），美國田徑運動員，她代表美國隊參加了日本舉行的2020年夏季奧林匹克運動會，並且在女子馬拉松比賽上獲得銅牌。